# フランシスコ・ミニョーネ

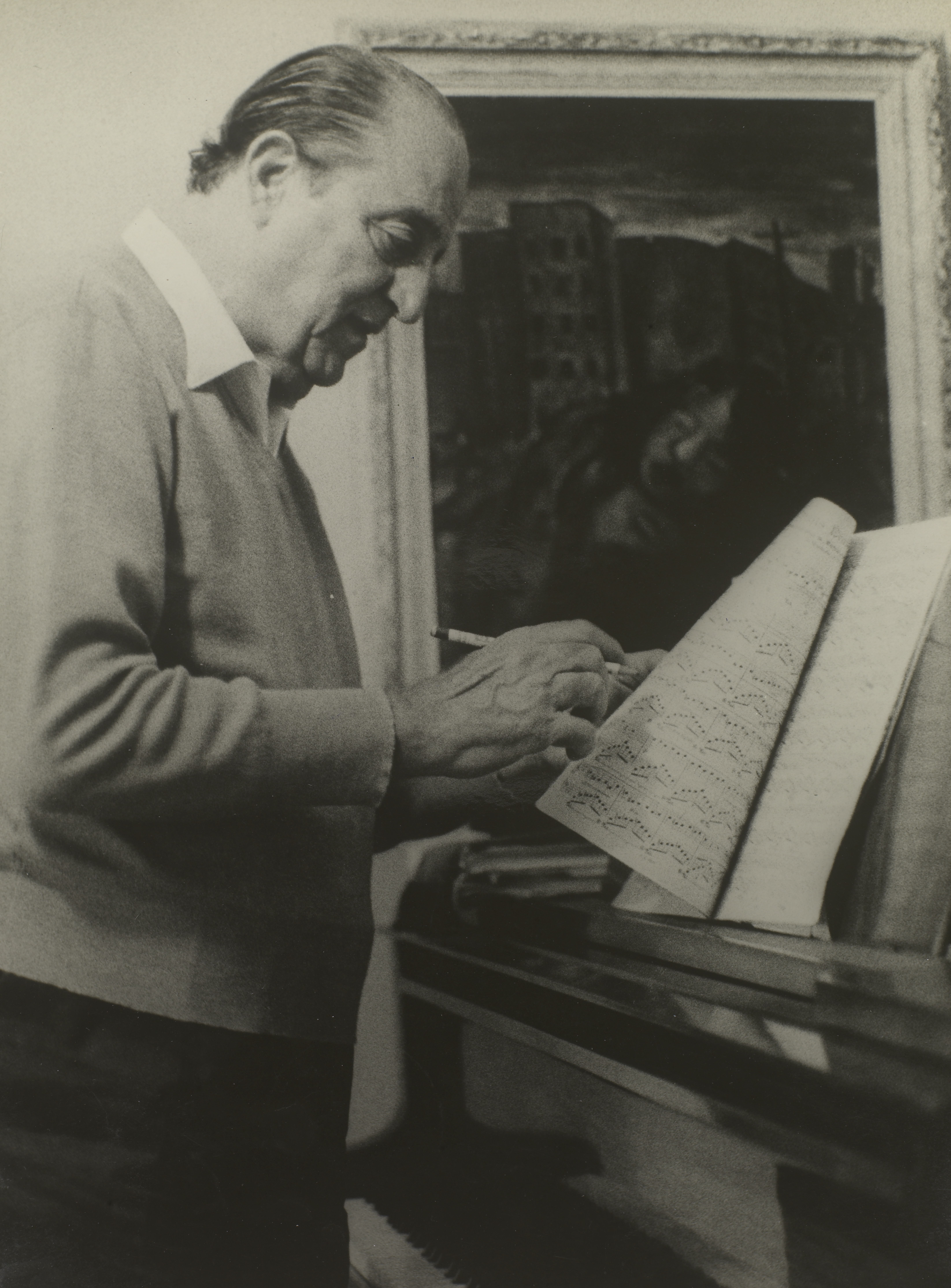
フランシスコ・ミニョーネ

フランシスコ・パウロ・ミニョーネ（Francisco Paulo Mignone、1897年9月3日 - 1986年2月2日）はブラジル・クラシック音楽を代表する作曲家。ヴィラ＝ロボス以降では最も重要な作曲家の一人とされる。1968年には「ブラジリアン・コンポーザー・オブ・ザ・イヤー」に選ばれた。サンパウロ音楽院とミラノ音楽院を卒業したミニョーネは1929年にサンパウロに帰還し、和声の教鞭を執り始める。1933年にはリオ・デ・ジャネイロに所在する国立音楽院に移動。彼は大変な多作家であり、作曲方面は歌曲を始め、ピアノ曲、室内楽曲、合唱曲など多岐に渡る。更に5曲のオペラと8曲のバレエ曲を残した。
イタリアから移住したフルート奏者、アルフェリオ・ミニョーネの息子であった彼は、ショーロ形式の演奏により10歳の頃には既にブラジル音楽界に名を轟かせていたという。13歳でピアニスト＝指揮者として活動し、作曲と演奏で名声を獲得。ミニョーネの作品は大きく考えて3つの作曲期に分けられる。初期の作品群ではイタリアでの影響が顕著に確認され、ロマン派的情緒が顔を出している。この時期に書かれた第1作のオペラによる管弦楽曲は1923年、リヒャルト・シュトラウス指揮ウィーン・フィルハーモニー管弦楽団によってリオ・デ・ジャネイロで初演された。
ミニョーネの多くの楽曲には民族主義的な要素が強く表れている。彼の学友でもあった、音楽学者のマリオ・ジ・アンドラージによる民族主義運動に影響され、民謡やポピュラー音楽の旋律、母国であるブラジルの形式を用いるに到った。（アンドラージは繰り返し次のようなことを言っていた：「イタリアの音楽は非常に大きく成熟した楽派だ。ミニョーネが追った所で多数の作曲家の一人になるだけだろう。果たしてこの楽派に何が貢献できようか。だが、ブラジルでは違う。何者にも代え難い重要な存在になるだろう。」）1929年から1960年にかけて、彼の作風はこの民族主義を特徴とした。この期間の作品には「Fantasias Brasilieras」や、バレー曲「Maracatu de chico rei」「Leilão」が含まれる。この時期の独唱曲やピアノ曲ではショーロ、モヂーニャといったブラジル音楽形式や、巡回セレナーダを想起させるバルサス（ワルツ）を用いた作品が多い。
ミニョーネの音楽は、その叙情性や色彩強い楽器処理、即興的なスタイルで知名度が高い。初期作品の多くは、（民謡やポピュラー音楽がそうであるように）調性を持つものの、その後の彼の作風は複調、無調、セリー書法へと変遷を遂げていく。1950年代終盤には、民族主義的音楽から目を逸らし、当時のアカデミックな音楽の流行を求めるようになった。1958年には技巧的で華やかな書法を駆使した「ピアノ協奏曲」を作曲。ミニョーネは様々な形式で楽曲を書く技術を持ち合わせていたため、1960年初頭以降の作品群においてはその折衷主義によって名声を博した。その他の統一的特徴を見出すのは難しい。しかし晩年では、彼の作品は再び元の民族主義へと回帰していった。
1964年、67歳の時に、デュエットを演奏していたマリア・ホセフィーナと結婚。彼女はミニョーネの作品の良き理解者だった。

## 代表作品
- O contratador de diamantes, opera, 1921
- Congada (from O contratador), orchestra, 1921
- L'innocente, opera, 1928
- Seis líricas, vocal, 1932
- Maracatu de chico rei, ballet, 1933
- Variações sobre um tema brasileiro, cello and orchestra, 1935
- Fantasias brasileiras nos.1–4, piano and orchestra, 1929-1936
- Babaloxá, orchestra, 1936
- Mizú, operetta, 1937
- Quatro líricas, vocal, 1938
- Festa das igrejas, orchestra, 1940
- Leilão, ballet, 1941
- O espantalho, ballet, 1941
- Iara, ballet, 1942
- Pousa a mão na minha testa, vocal, 1942
- Valsas de esquina nos.1–12, piano, 1938–43
- O guarda chuva, ballet, 1953
- Valsas choros 1–12, piano, 1946-55
- Piano Concerto, 1958
- Sugestões sinfônicas, tone poem-ballet, 1969
- Variações em busca de um tema, orchestra, 1972
- O chalaça, opera, 1973
- O sargento de milícias, opera, 1978
- Quincas Berro d'Agua, ballet, 1979
- Valsa brasileira nos.4–12, piano, 1979
- O Caçador de esmeraldas, ballet, 1980